# Juan Abelardo Mata Guevara
Juan Abelardo Mata Guevara (ur. 23 czerwca 1946 w Managui) – nikaraguański duchowny rzymskokatolicki, w latach 1990–2021 biskup Esteli.